# Mahdi Kamil
Mahdi Kamil Shiltagh (Baghdad, 6 gennaio 1995) è un calciatore iracheno, centrocampista dell'Al-Najaf e della Nazionale di calcio dell'Iraq.

## Carriera

### Club
Ha giocato principalmente con l'Al Shorta, uno dei maggiori club iracheni.
Nel corso degli anni ha giocato complessivamente 2 partite in AFC Champions League e 13 partite in Coppa dell'AFC.

### Nazionale
Nel 2013 partecipa al Campionato mondiale di calcio Under-20 2013, nel quale segna il gol del momentaneo 1-0 nella partita vinta dalla sua squadra per 2-1 contro il Cile. Nel 2013 ha esordito con la Nazionale maggiore.

## Palmarès

### Club

#### Competizioni nazionali
- Prima Lega: 3

Al Shorta: 2012-2013, 2013-2014, 2018-2019

### Nazionale
- Coppa d'Asia AFC Under-23

2014
- Giochi asiatici: 1

2014